# Walter Aufhammer

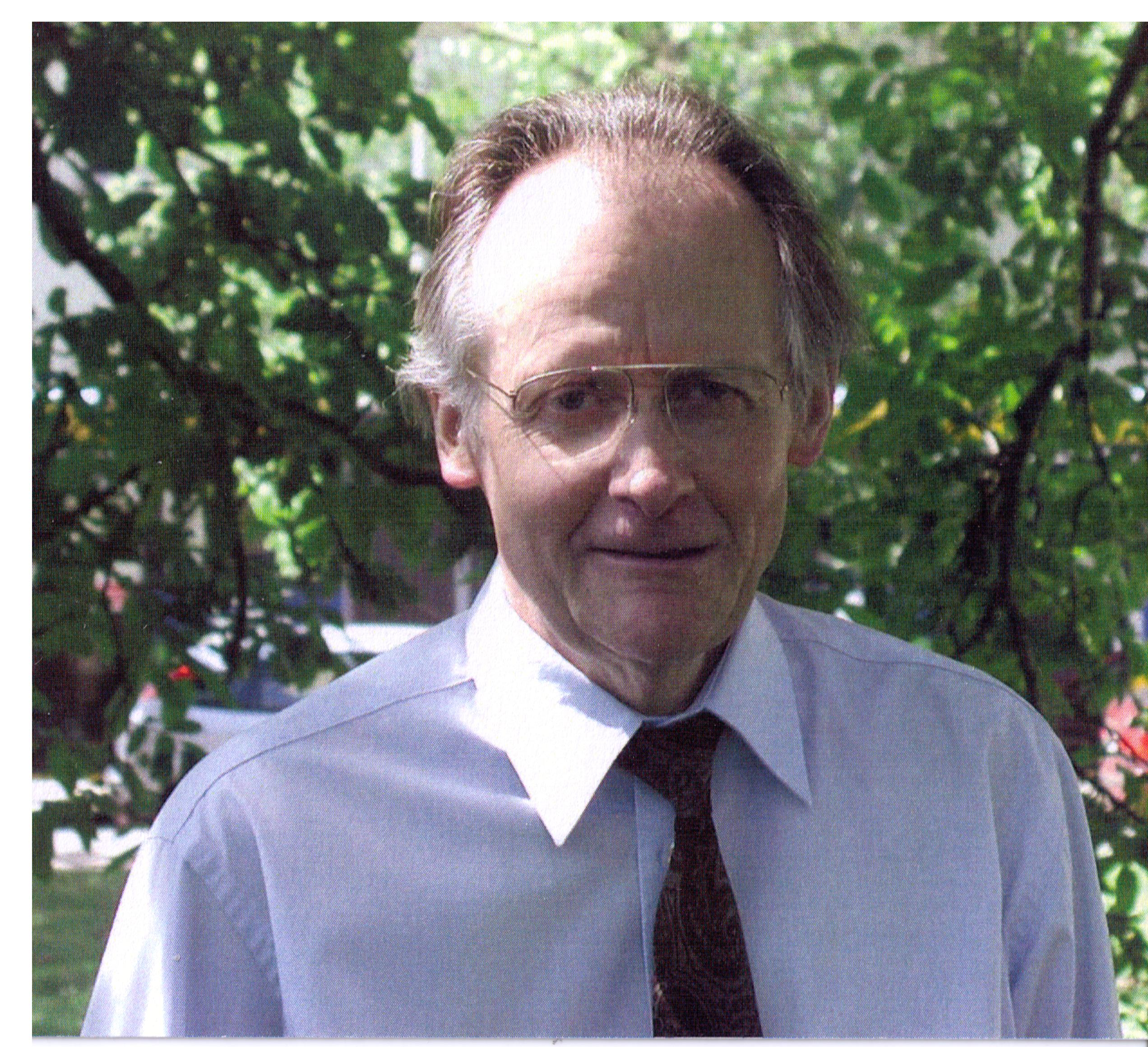
Walter Aufhammer, vor 2009

Walter Aufhammer (* 30. September 1938 in München) ist ein deutscher Pflanzenbauwissenschaftler. Von 1977 bis 2001 lehrte er Speziellen Pflanzenbau an der Universität Hohenheim.

## Lebensweg
Walter Aufhammer, Sohn von Else Aufhammer, geborene Niedermüller, und des Pflanzenwissenschaftlers Gustav Aufhammer, hatte vier Geschwister und studierte ab 1959 Landwirtschaft an der Technischen Hochschule München in Freising-Weihenstephan. Nach dem Diplom-Examen (1962) arbeitete er als Doktorand am damaligen Institut für Pflanzenbau und Pflanzenzüchtung in Stuttgart-Hohenheim. Unter der Ägide von Walther Brouwer wurde er an der Landwirtschaftlichen Hochschule in Hohenheim 1966 mit einer Dissertation über die Entwicklungsphysiologie der Wintergerste zum Dr. sc. agr. promoviert. Anschließend übernahm er die Stelle eines Wissenschaftlichen Assistenten am Institut für Pflanzenbau der Universität Bonn. 1973 habilitierte er sich dort mit einer Arbeit über den Einfluss physiologisch wirksamer Substanzen auf die Ertragsbildung bei Sommergerste. In Bonn wirkte er dann als Privatdozent und Wissenschaftlicher Oberassistent. 1977 folgte er einem Ruf an die Universität Hohenheim in Stuttgart. Er übernahm dort die Professur für Speziellen Pflanzenbau und wirkte hier bis zu seiner Pensionierung im Jahr 2001.

## Forschung und Lehre
Drei Forschungsschwerpunkte kennzeichnen das wissenschaftliche Lebenswerk von Aufhammer: Analyse von Systemen der Ertragsbildung, Produktion und Verwertung von Körnerfruchtarten und Nutzungsmöglichkeiten der Biodiversität im landwirtschaftlichen Pflanzenbau.
Über die Ergebnisse seiner Forschungsarbeiten hat er mehrere Lehr- und Handbücher veröffentlicht. Sein umfangreichstes Werk ist das Buch „Getreide- und andere Körnerfruchtarten“ (1998), in dem er nicht nur die Anbauverfahren von Getreide-, Pseudogetreide- und Körnerfruchtarten darstellt, sondern auch Produktionsziele, Probleme der Ertragsbildung und Möglichkeiten zur Minimierung von Umweltbelastungen ausführlich beschreibt. Zu den herausragenden Werken über Biodiversität im Pflanzenbau gehört sein Buch „Mischanbau von Getreide- und anderen Körnerfruchtarten“ (1999). Auch in seinen beiden Büchern „Pseudogetreidearten“ (2000) und „Rohstoff Getreide“ (2003) hat er pflanzenbauliches Wissen in sorgfältiger Weise aufbereitet, dokumentiert und Anregungen für die aktuelle Forschung gegeben.
Über die Zielsetzung und Aufgaben eines Universitätsstudiums hat Aufhammer viel nachgedacht. Beachtenswerte Überlegungen dazu finden sich in seinem jüngsten Buch „Ein Hochschulstudium – wofür“ (2007). Es geht vor allem um die Ziele, die Lehrende und Lernende gemeinsam erreichen wollen und die Ansprüche, die dazu an beide Seiten gestellt werden.
Aufhammer war von 1982 bis 1984 Geschäftsführer und von 1994 bis 1996 Erster Vorsitzender der Gesellschaft für Pflanzenbauwissenschaften. Besonders hervorzuheben ist sein engagiertes Mitwirken bei der Etablierung des Fachjournals dieser Gesellschaft, der seit 1996 im Stuttgarter Verlag Eugen Ulmer erscheinenden Zeitschrift „Pflanzenbauwissenschaften“. Bis zum Jahre 2000 hat er als Schriftleiter das wissenschaftliche Profil dieser Zeitschrift maßgebend mitgeprägt. Die Zeitschrift Pflanzenbauwissenschaften wurde mit dem „Journal für Kulturpflanzen“ im Jahr 2010 zusammengeführt. Aufhammer ist seit 1994 Ausländisches Mitglied der Polnischen Akademie der Wissenschaften und seit 1998 Honorarprofessor der Landwirtschaftlichen Hochschule Prag-Suchdol. Die Gesellschaft für Pflanzenbauwissenschaften ernannte ihn 2007 zu ihrem Ehrenmitglied.

## Schriften
- Entwicklungsphysiologische Untersuchungen an der Wintergerste im Hinblick auf die Ertragsbildung. Mit besonderer Berücksichtigung der Ertragsstrukturanalyse und ihrer Methodik. Diss. Landw. Hochschule Hohenheim 1966.
- Untersuchungen zur Ertragsbildung und ihrer Beeinflußbarkeit durch physiologisch wirksame Substanzen bei der Sommergerste. Habil.-Schr. Landw. Fak. Universität Bonn 1974.
- Getreide- und andere Körnerfruchtarten. Bedeutung, Nutzung, Anbau. Verlag Eugen Ulmer, Stuttgart 1998 = UTB 8156.
- Mischanbau von Getreide und anderen Körnerfruchtarten. Ein Beitrag zur Nutzung der Biodiversität im Pflanzenbau. Verlag Eugen Ulmer Stuttgart 1999.
- Pseudogetreidearten – Buchweizen, Reismelde, Amarant. Herkunft, Nutzung und Anbau. Verlag Eugen Ulmer Stuttgart 2003.
- Rohstoff Getreide. Verlag Eugen Ulmer Stuttgart 2003.
- Ein Hochschulstudium – wofür? Books on Demand Norderstedt 2007.